# جانجانبوره، گامبیا
جانجانبوره (به لاتین: Janjanbureh) یک منطقهٔ مسکونی در گامبیا است که در Central River Division واقع شده‌است.